# Prologue du Tour de France 1993
Pour un article plus général, voir Tour de France 1993.
Le prologue du Tour de France 1993 s'est déroulé le samedi 3 juillet 1993. Le Puy du Fou en Vendée est le lieu de départ et d'arrivée. Le parcours s'est effectué sur 6,8 km. Il s'agit du premier contre-la-montre individuel de ce Tour.
Le prologue est remporté par l'Espagnol Miguel Indurain, qui endosse le maillot jaune, devant le Suisse Alex Zülle et l'Italien Gianni Bugno.

## La course
Le prologue est disputé au Puy du Fou, en Vendée, pour la première fois. Il s'y déroule également pour le Tour de France 1999 avec la victoire de Lance Armstrong, déclassé en 2012.
Le parcours de 6,8 km comporte une côte de quatrième catégorie. Le coureur espagnol Miguel Indurain remporte le prologue et revêt le premier maillot jaune de ce Tour. Il s'agit du troisième succès consécutif à la fin de ce Tour de France 1993 pour Miguel Indurain qui signe un second doublé Tour d'Italie-Tour de France. Indurain assomme ses adversaires dès le prologue.

## Classement de l'étape
| \| Classement de l'étape \| Classement de l'étape \| Classement de l'étape \| Classement de l'étape \| Classement de l'étape \| \| Coureur \| Coureur \| Pays \| Équipe \| Temps \| \| --------------------- \| --------------------- \| --------------------- \| --------------------- \| --------------------- \| |         |      |        |       |
| |         |      |        |       |
| |         |      |        |       |
| Classement de l'étape |         |      |        |       |
| Coureur | Coureur | Pays | Équipe | Temps |

## Classement général
Le classement général de l'épreuve reprend donc le classement de l'étape du jour, Miguel Indurain (équipe Banesto,) devançant Alex Zülle (ONCE) et Gianni Bugno (Gatorade). Indurain garde le maillot jaune durant deux jours avant d'en être dépossédé par le Belge Wilfried Nelissen.
| \| Classement général \| Classement général \| Classement général \| Classement général \| Classement général \| \| Coureur \| Coureur \| Pays \| Équipe \| Temps \| \| ------------------ \| ------------------ \| ------------------ \| ------------------ \| ------------------ \| |         |      |        |       |
| |         |      |        |       |
| |         |      |        |       |
| Classement général |         |      |        |       |
| Coureur | Coureur | Pays | Équipe | Temps |

## Classements annexes
| Classement par points | Classement par points | Classement par points | Classement par points | Classement par points |
| Coureur               | Coureur               | Pays                  | Équipe                | Points                |
| --------------------- | --------------------- | --------------------- | --------------------- | --------------------- |

| Classement par points | Classement par points | Classement par points | Classement par points | Classement par points |
| Coureur               | Coureur               | Pays                  | Équipe                | Points                |
| --------------------- | --------------------- | --------------------- | --------------------- | --------------------- |

| Classement de la montagne | Classement de la montagne | Classement de la montagne | Classement de la montagne | Classement de la montagne |
| Coureur                   | Coureur                   | Pays                      | Équipe                    | Points                    |
| ------------------------- | ------------------------- | ------------------------- | ------------------------- | ------------------------- |

| Classement de la montagne | Classement de la montagne | Classement de la montagne | Classement de la montagne | Classement de la montagne |
| Coureur                   | Coureur                   | Pays                      | Équipe                    | Points                    |
| ------------------------- | ------------------------- | ------------------------- | ------------------------- | ------------------------- |

| Classement du meilleur jeune | Classement du meilleur jeune | Classement du meilleur jeune | Classement du meilleur jeune | Classement du meilleur jeune |
| Coureur                      | Coureur                      | Pays                         | Équipe                       | Temps                        |
| ---------------------------- | ---------------------------- | ---------------------------- | ---------------------------- | ---------------------------- |

| Classement du meilleur jeune | Classement du meilleur jeune | Classement du meilleur jeune | Classement du meilleur jeune | Classement du meilleur jeune |
| Coureur                      | Coureur                      | Pays                         | Équipe                       | Temps                        |
| ---------------------------- | ---------------------------- | ---------------------------- | ---------------------------- | ---------------------------- |

| Classement par équipes | Classement par équipes | Classement par équipes | Classement par équipes |
| Équipe                 | Équipe                 | Pays                   | Temps                  |
| ---------------------- | ---------------------- | ---------------------- | ---------------------- |

| Classement par équipes | Classement par équipes | Classement par équipes | Classement par équipes |
| Équipe                 | Équipe                 | Pays                   | Temps                  |
| ---------------------- | ---------------------- | ---------------------- | ---------------------- |

## Sources et bibliographie
- Michel Guérin, Les équipes mythiques du vélo, Paris, Éditions Jacob-Duvernet, 2012, 301 p. (ISBN 978-2-84724-407-6)